# Salesius Mugambi
Salesius Mugambi (* 1951 in Egandene) ist ein kenianischer Geistlicher und römisch-katholischer Bischof von Meru.

## Leben
Nach dem Studium der Philosophie und der Katholischen Theologie empfing Salesius Mugambi am 10. Dezember 1977 das Sakrament der Priesterweihe für das Bistum Meru.
Mugambi war nach der Priesterweihe als Pfarrvikar in Kerote und Tigoni tätig, bevor er 1979 Militärkaplan wurde. Von 1986 bis 1991 war er Pfarrer in Igoji und Muthambi sowie Dekan des südlichen Teils des Meru Districts. 1991 wurde Salesius Mugambi für weiterführende Studien nach Spanien entsandt, wo er 1994 an der Universität Navarra ein Lizenziat im Fach Kanonisches Recht erwarb. Nach der Rückkehr in seine Heimat war Mugambi zunächst als Diözesankanzler und Pfarrer in Riji tätig, bevor er 1997 Regens des propädeutischen Seminars St. Mary in Molo wurde. 2000 wurde Salesius Mugambi Regens des Priesterseminars St. Thomas Aquinas in Nairobi.
Am 1. Dezember 2001 ernannte ihn Papst Johannes Paul II. zum Koadjutorbischof von Meru. Der Apostolische Nuntius in Kenia, Erzbischof Giovanni Tonucci, spendete ihm am 19. März 2002 die Bischofsweihe; Mitkonsekratoren waren der emeritierte Bischof von Meru, Silas Silvius Njiru, und der Koadjutorerzbischof von Nyeri, John Njue.
Mit dem Rücktritt von Silas Silvius Njiru am 18. März 2004 folgte Salesius Mugambi diesem als Bischof von Meru nach.